# Szomália az 1972. évi nyári olimpiai játékokon
Szomália az NSZK-beli Münchenben megrendezett 1972. évi nyári olimpiai játékok egyik részt vevő nemzete volt. Az országot az olimpián 1 sportágban 3 sportoló képviselte, akik érmet nem szereztek. Szomália első alkalommal vett részt az olimpiai játékokon.

## Atlétika
Férfi
| Versenyző      | Versenyszám | Előfutam | Előfutam | Előfutam | Elődöntő | Elődöntő | Elődöntő | Döntő         | Döntő         |
| Versenyző      | Versenyszám | Idő      | Hely.    | Össz.    | Idő      | Hely.    | Össz.    | Idő           | Helyezés      |
| -------------- | ----------- | -------- | -------- | -------- | -------- | -------- | -------- | ------------- | ------------- |
| Mohamed Aboker | 800 m       | kizárták | kizárták | kizárták | kiesett  | kiesett  | kiesett  | kiesett       | kiesett       |
| Mohamed Aboker | 1500 m      | 3:59,5   | 10.      | 60.      | kiesett  | kiesett  | kiesett  | kiesett       | kiesett       |
| Jama Awil Aden | Maraton     |          |          |          |          |          |          | nem ért célba | nem ért célba |

| Versenyző             | Versenyszám | Selejtező | Selejtező | Döntő    | Döntő    |
| Versenyző             | Versenyszám | Eredmény  | Helyezés  | Eredmény | Helyezés |
| --------------------- | ----------- | --------- | --------- | -------- | -------- |
| Abdullah Noor Wasughe | Magasugrás  | 200 cm    | 33.*      | kiesett  | kiesett  |

* - egy másik versenyzővel azonos eredményt ért el